# Gustav Adolph Kietz
Gustav Adolf Kietz, né le 26 mars 1824 à Leipzig et mort le 24 juin 1908 à Dresde-Laubegast, est un sculpteur allemand.

## Biographie
Kietz étudie à partir de 1841 à l'académie des arts de Dresde dans la classe d'Ernst Rietschel dont il est aussi l'assistant par la suite. Il participe ainsi à l'exécution de la statue de Lessing et au quadrige, tous les deux à Brunswick. Sa première œuvre personnelle est la statue de Friedrich List à Reutlingen.
Il est fait membre d'honneur de l'académie de Dresde en 1864 et docteur honoris causa en philosophie en 1873.

## Quelques œuvres
En collaboration avec Rietschel :

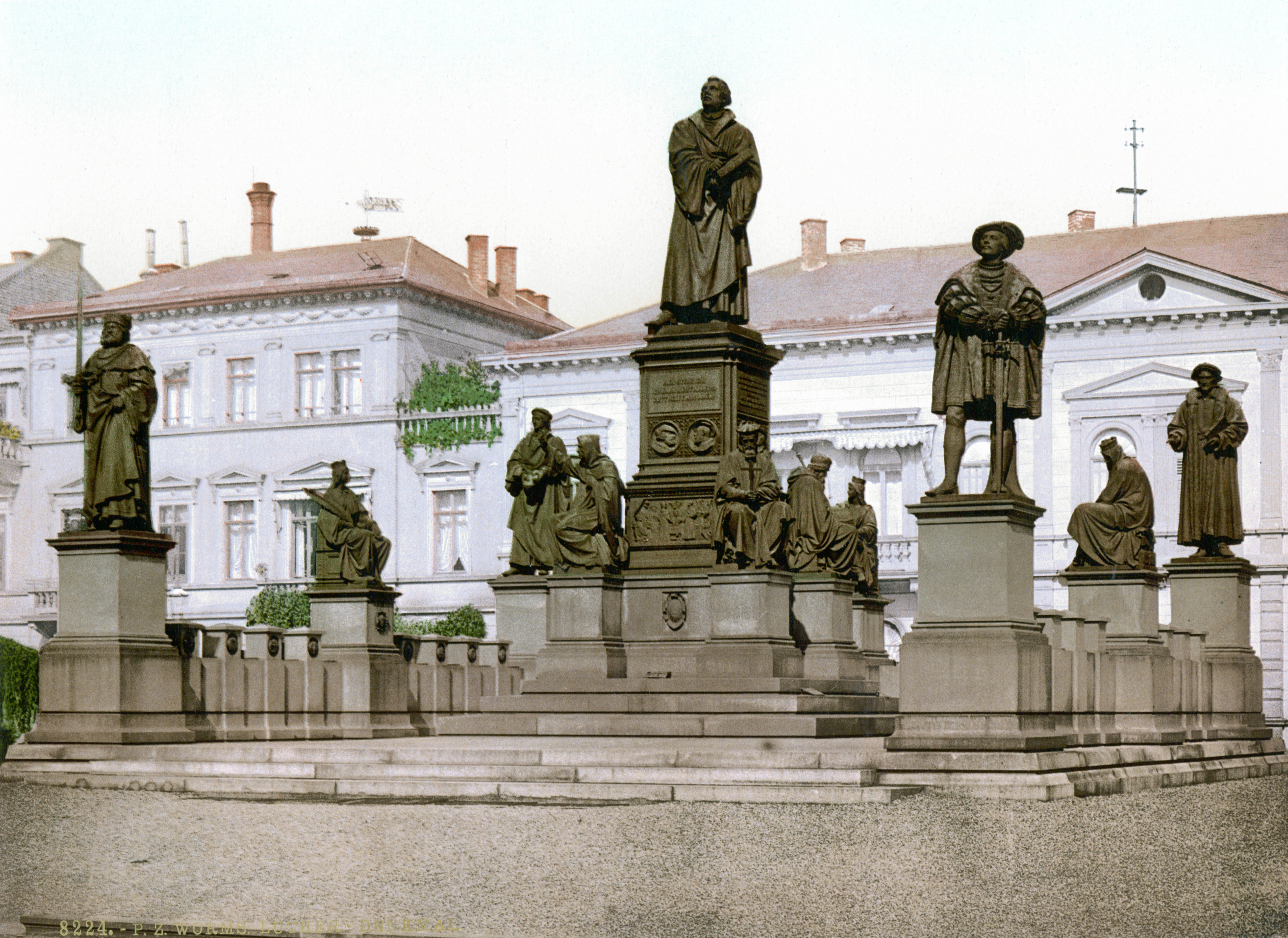
Monument dédié à Luther (Worms), œuvre de Rietschel, terminée après sa mort par Kietz, pour les statues de Mélanchthon, de Jean Huss, du landgrave Philippe de Hesse et de la figuration de la ville d'Augsbourg

- Brunswick, statue de Lessing (avec Rietschel)
- Brunswick, quadrige conduit par Brunonia (de)
- Weimar, monument dédié à Goethe et Schiller
- Worms, monument dédié à Luther

Travaux personnels :

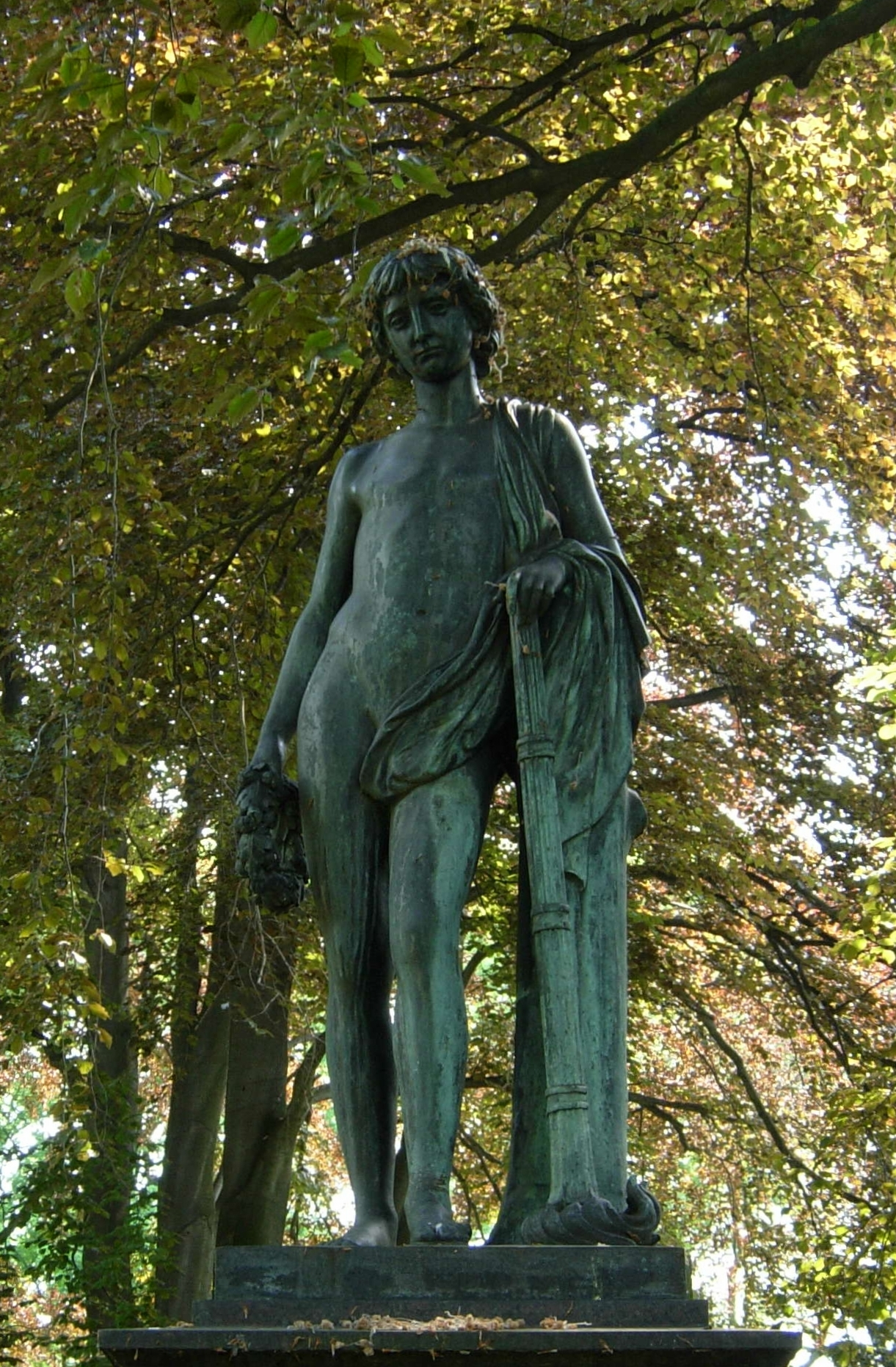
Statue du Génie sur la tombe des Wesendonck

- Bonn, statue du Génie sur la tombe de la famille Wesendonck au vieux cimetière de Bonn, 1883
- Dresde, statue de Karl Gustav Nieritz (de)
- Dresde, statue de Julius Otto (de)
- Reutlingen, statue de Friedrich List
- Stuttgart, statue de Schubert
- Tübingen, statue de Ludwig Uhland
- Plauen, buste du monument funéraire de Julius Mosen (de)